# Stenoproctus loewi
Stenoproctus loewi är en tvåvingeart som beskrevs av Smith 1969. Stenoproctus loewi ingår i släktet Stenoproctus och familjen puckeldansflugor. Inga underarter finns listade i Catalogue of Life.